# Octomeria ffrenchiana
Octomeria ffrenchiana är en orkidéart som beskrevs av P.Feldmann och N.Barré. Octomeria ffrenchiana ingår i släktet Octomeria och familjen orkidéer.
Artens utbredningsområde är Guadeloupe. Inga underarter finns listade i Catalogue of Life.